# Michiaki Kakimoto
Michiaki Kakimoto (født 6. oktober 1977) er en tidligere japansk fodboldspiller.
Han har spillet for flere forskellige klubber i sin karriere, herunder Oita Trinita og Shonan Bellmare.